# Campeonato do Luxemburgo de Ciclismo Contrarrelógio

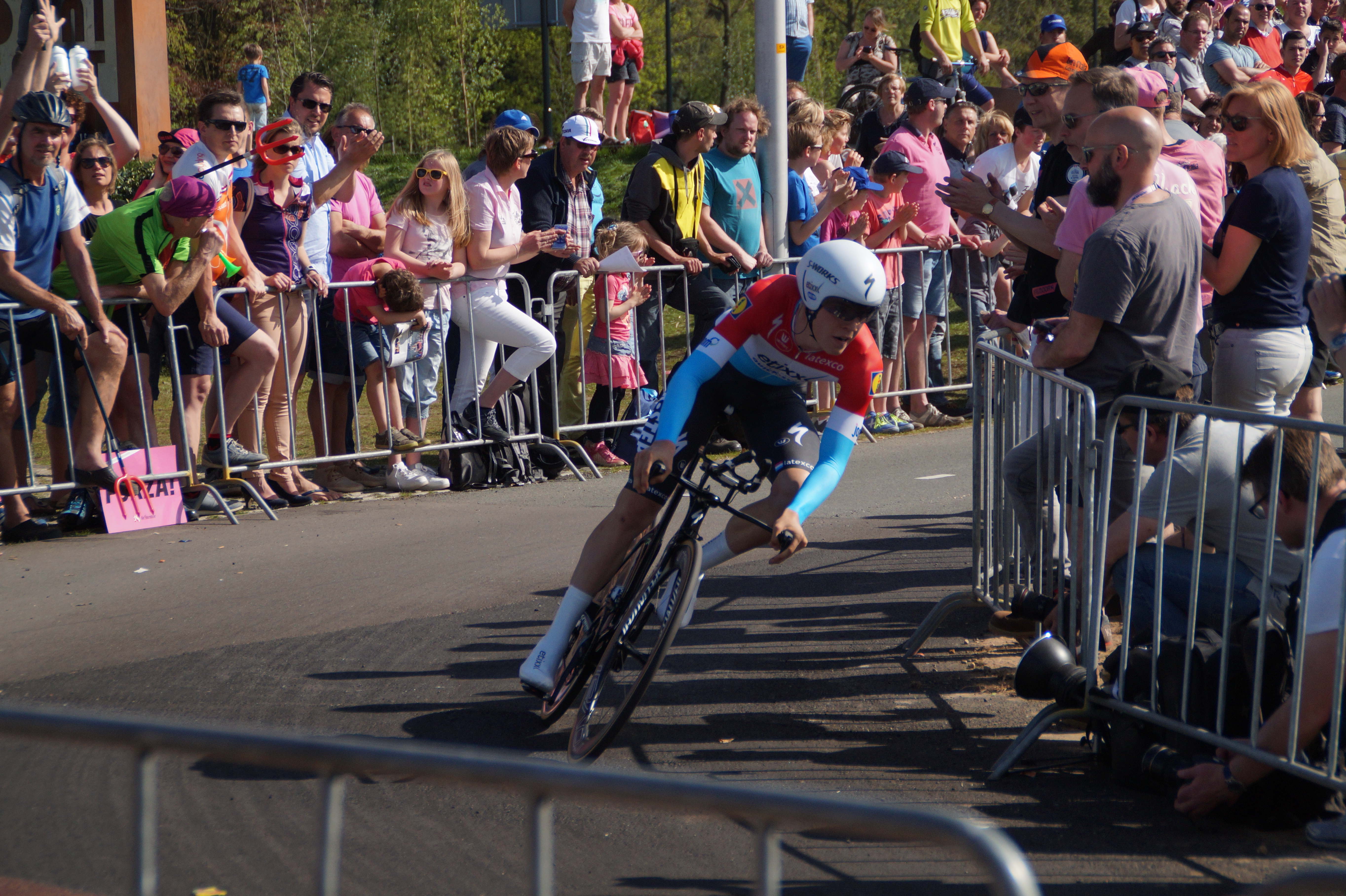
Bob Jungels seis vezes campeão

Os Campeonatos do Luxemburgo de Ciclismo Contrarrelógio organizam-se anual e ininterruptamente desde o ano de 1999 para determinar o campeão ciclista do Luxemburgo de cada ano, na modalidade.
O título outorga-se ao vencedor de uma única corrida, na modalidade de Contrarrelógio individual. O vencedor obtém o direito a portar um maillot com as cores da bandeira do Luxemburgo até ao campeonato do ano seguinte, somente quando disputa provas contrarrelógio.

## Palmarés

### Masculino
| Ano  | Ganhador            | Segundo             | Terceiro           |
| 1999 | Christian Poos      | Benoît Joachim      | Steve Fogen        |
| 2000 | Steve Fogen         | Kim Kirchen         | Fränk Schleck      |
| 2001 | Marc Vanacker       | Kim Kirchen         | Vincenzo Centrone  |
| 2002 | Christian Poos      | Steve Fogen         | Marc Vanacker      |
| 2003 | Christian Poos      | Pascal Triebel      | Marc Vanacker      |
| 2004 | Benoît Joachim      | Pascal Triebel      | Steve Friess       |
| 2005 | Andy Schleck        | Pascal Triebel      | Daniel Bintz       |
| 2006 | Benoît Joachim      | Christian Poos      | Steve Friess       |
| 2007 | Christian Poos      | Andy Schleck        | Laurent Didier     |
| 2008 | Kim Kirchen         | Christian Poos      | Benoît Joachim     |
| 2009 | Kim Kirchen         | Laurent Didier      | Christian Poos     |
| 2010 | Andy Schleck        | Fränk Schleck       | Christian Poos     |
| 2011 | Christian Poos      | Ralph Diseviscourt  | Laurent Didier     |
| 2012 | Bob Jungels         | Ben Gastauer        | Ralph Diseviscourt |
| 2013 | Bob Jungels         | Laurent Didier      | Ben Gastauer       |
| 2014 | Laurent Didier      | Bob Jungels         | Alex Kirsch        |
| 2015 | Bob Jungels         | Jean-Pierre Drucker | Laurent Didier     |
| 2016 | Bob Jungels         | Jean-Pierre Drucker | Alex Kirsch        |
| 2017 | Jean-Pierre Drucker | Bob Jungels         | Alex Kirsch        |
| 2018 | Bob Jungels         | Alex Kirsch         | Tom Thill          |
| 2019 | Bob Jungels         | Tom Wirtgen         | Ivan Centrone      |
| 2020 | Bob Jungels         | Alex Kirsch         | Kevin Geniets      |
| 2021 | Kevin Geniets       | Michel Ries         | Alex Kirsch        |
| 2022 | Bob Jungels         | Michel Ries         | Tim Diederich      |

### Feminino
| Ano  | Ganhador           | Segundo             | Terceiro            |
| ---- | ------------------ | ------------------- | ------------------- |
| 2006 | Anne-Marie Schmitt | Isabelle Hoffmann   | Nathalie Lamborelle |
| 2007 | Christine Majerus  | Anne-Marie Schmitt  | Christine Kovelter  |
| 2008 | Christine Majerus  | Nathalie Lamborelle | Anne-Marie Schmitt  |
| 2009 | Christine Majerus  | Anne-Marie Schmitt  | Nathalie Lamborelle |
| 2010 | Christine Majerus  | Anne-Marie Schmitt  | Nathalie Lamborelle |
| 2011 | Christine Majerus  | Anne-Marie Schmitt  | Nathalie Lamborelle |
| 2012 | Christine Majerus  | Anne-Marie Schmitt  | Nathalie Lamborelle |
| 2013 | Christine Majerus  | Nathalie Lamborelle | Chantal Hoffmann    |
| 2014 | Christine Majerus  | Chantal Hoffmann    | Elise Maes          |
| 2015 | Christine Majerus  | Elise Maes          | Chantal Hoffmann    |
| 2016 | Christine Majerus  | Anne-Sophie Harsch  | Elise Maes          |
| 2017 | Christine Majerus  | Elise Maes          | Chantal Hoffmann    |
| 2018 |                    |                     |                     |
| 2019 |                    |                     |                     |
| 2020 |                    |                     |                     |
| 2021 |                    |                     |                     |
| 2022 |                    |                     |                     |
| 2023 |                    |                     |                     |
| 2024 |                    |                     |                     |

## Elites sem contrato Homens
| Ano  | Ganhador           | Segundo            | Terceiro       |
| ---- | ------------------ | ------------------ | -------------- |
| 2005 | Pascal Triebel     | Daniel Bintz       | Claude Degano  |
| 2006 | Christian Poos     | Steve Fries        | Pascal Triebel |
| 2008 | Pascal Triebel     | Steve Fries        | Daniel Bintz   |
| 2009 | Ralph Diseviscourt | -                  | -              |
| 2010 | Ralph Diseviscourt | -                  | -              |
| 2012 | Ralph Diseviscourt | -                  | -              |
| 2013 | Pascal Triebel     | Ralph Diseviscourt | Claude Wolter  |
| 2014 | Ralph Diseviscourt | Christian Poos     | Claude Wolter  |
| 2015 | Christian Poos     | Mike Diener        | Tim Diederich  |
| 2017 | Tim Diederich      | Ben Philippe       | Paul Mreches   |
| 2018 | Tim Diederich      | Mike Diener        | Ben Philippe   |

## Amadores Homens

### Esperanças Homens
| Ano  | Ganhador       | Segundo          | Terceiro         |
| ---- | -------------- | ---------------- | ---------------- |
| 2002 | Fränk Schleck  | -                | -                |
| 2003 | Ronny Kremer   | Joe Kirch        | Marc Ernster     |
| 2004 | Andy Schleck   | Claude Wolter    | Benn Würth       |
| 2005 | Laurent Didier | Nick Clesen      | Joe Kirch        |
| 2006 | Nick Clesen    | David Battestini | Ben Gastauer     |
| 2007 | Kim Michely    | Ben Gastauer     | Cyrille Heymans  |
| 2008 | Ben Gastauer   | Kim Michely      | Tom Kohn         |
| 2009 | Ben Gastauer   | Tom Thill        | Pit Schlechter   |
| 2010 | Tom Thill      | -                | -                |
| 2011 | Bob Jungels    | Tom Thill        | Pit Schlechter   |
| 2012 | Bob Jungels    | -                | -                |
| 2013 | Alex Kirsch    | Mike Diener      | Massimo Morabito |
| 2014 | Alex Kirsch    | Luc Turchi       | Kevin Feiereisen |
| 2015 | Tom Wirtgen    | Luc Turchi       | Larry Valvasori  |
| 2016 | Kevin Geniets  | Luc Turchi       | Jan Petelin      |
| 2017 | Tom Wirtgen    | Michel Ries      | Ivan Centrone    |
| 2018 | Tom Wirtgen    | Pit Leyder       | Michel Ries      |

### Júniores Homens
| Ano  | Ganhador         | Segundo            | Terceiro          |
| ---- | ---------------- | ------------------ | ----------------- |
| 2000 | Richard Mailliet | Benn Würth         | Marc Ernster      |
| 2002 | Andy Schleck     | Joe Kirch          | Laurent Didier    |
| 2003 | Andy Schleck     | Jempy Drucker      | Nick Clesen       |
| 2004 | Nick Clesen      | Robert Schmitt     | Ben Gastauer      |
| 2005 | Ben Gastauer     | David Battestini   | Joël Zangerlé     |
| 2006 | Ivo Lux          | Tom Kohn           | Yannick Stoltz    |
| 2007 | Tom Thill        | Tom Kohn           | Pit Schlechter    |
| 2008 | Tom Thill        | Pit Schlechter     | Christophe Franck |
| 2009 | Bob Jungels      | Christophe Fanck   | Alex Kirsch       |
| 2010 | Bob Jungels      | Alex Kirsch        | Gilles Heymes     |
| 2011 | Antoine Mores    | Gilles Heymes      | Yannick Rausch    |
| 2012 | David Klein      | Max Biewer         | Lex Losch         |
| 2013 | Tom Wirtgen      | David Klein        | Max Biewer        |
| 2014 | Tom Wirtgen      | Kevin Geniets      | Ken Muller        |
| 2015 | Kevin Geniets    | Michel Ries        | Pit Leyder        |
| 2016 | Michel Ries      | Raphaël Kockelmann | Tristan Parrotta  |
| 2017 | Arthur Kluckers  | Raphaël Kockelmann | Misch Leyder      |
| 2018 | Arthur Kluckers  | Loïc Bettendorff   | Gilles Kirsch     |

## Masters Homens
| Ano  | Ganhador       | Segundo      | Terceiro         |
| ---- | -------------- | ------------ | ---------------- |
| 2017 | Christian Poos | Daniel Bintz | Olivier Zirnheld |
| 2018 | Steve Moog     | Pascal Ley   | Jean Vanek       |

## Estatísticas

### Mais vitórias
| Ciclista       | Vitórias | Anos                                            |
| -------------- | -------- | ----------------------------------------------- |
| Bob Jungels    | 8        | 2012, 2013, 2015, 2016, 2018, 2019, 2020 e 2022 |
| Christian Poos | 5        | 1999, 2002, 2003, 2007 e 2011                   |
| Benoît Joachim | 2        | 2004 e 2006                                     |
| Andy Schleck   | 2        | 2005 e 2010                                     |
| Kim Kirchen    | 2        | 2008 e 2009                                     |